# Warner Bros. Television
Warner Bros. Television (WBTV) is het televisieprogramma-productieonderdeel van Warner Bros. Entertainment, een divisie van het mediaconglomeraat Time Warner. Sinds 1955 produceert en distribueert het televisieprogramma's, tekenfilms en miniseries voor de Amerikaanse markt.

## Bekende WBTV-programma's
- Arrow
- Babylon 5
- The Big Bang Theory
- Charmed
- The Ellen DeGeneres Show
- ER
- Everwood
- Friends
- Peacemaker
- The O.C.
- Smallville
- The West Wing
- Two and a Half Men